# Laboratórios nacionais do Departamento de Energia dos Estados Unidos

O DOE é um dos maiores financiadores de pesquisa nos EUA

Os Laboratórios nacionais do Departamento de Energia dos Estados Unidos são um sistema de instalações e laboratórios supervisionados pelo Departamento de Energia dos Estados Unidos (DOE) com o propósito de trabalhar com ciências avançadas e ajudar a melhorar a economia e a defesa dos interesses nacionais dos EUA. A maior parte dos laboratórios nacionais foi fundada pelo governo federal e é administrada, gerenciada, operada e lotada pela iniciativa privada e universidades com contratos com o DOE. Em 2005, a NASA designou que o segmento americano na ISS seria tido como Laboratório Nacional, objetivando aumentar a utilização da ISS por outras agências federais e pelo setor privado.

## História
O sistema de laboratórios centralizados cresceu com os expressivos empreendimentos científicos da Segunda Guerra Mundial, em que novas tecnologias como o radar e a bomba atômica possibilitram a vitória dos Aliados. Embora os EUA tenham feito investimentos em segurança nacional desde a Primeira Guerra Mundial, foi somente nas décadas de 1930 e 1940 que enormes quantidade de recursos foram destinadas a problemas científicos bélicos.

## Lista de Laboratórios Nacionais e Centros de Tecnologia operados pelo DOE

### Laboratórios Nacionais
- Lawrence Berkeley National Laboratory* at Berkeley, California (1931)
- Los Alamos National Laboratory* at Los Alamos, New Mexico (1943)
- Oak Ridge National Laboratory* at Oak Ridge, Tennessee (1943)
- Argonne National Laboratory*  at DuPage County, Illinois (1946)
- Ames Laboratory* at Ames, Iowa (1947)
- Brookhaven National Laboratory* at Upton, New York (1947)
- Sandia National Laboratories* at Albuquerque, New Mexico and Livermore, California (1948)
- Idaho National Laboratory* between Arco, Idaho|Arco and Idaho Falls, Idaho (1949)
- Princeton Plasma Physics Laboratory*  at Princeton, New Jersey (1951)
- Lawrence Livermore National Laboratory* at Livermore, California (1952)
- Savannah River National Laboratory* at Aiken, South Carolina (1952)
- National Renewable Energy Laboratory* at Golden, Colorado (1956)
- SLAC National Accelerator Laboratory* at Menlo Park, California (1962)
- Pacific Northwest National Laboratory* at Richland, Washington (1965)
- Fermi National Accelerator Laboratory* at Batavia, Illinois (1967)
- Thomas Jefferson National Accelerator Facility* at Newport News, Virginia (1984)

### Centros de Tecnologia
- National Energy Technology Laboratory** at Albany, Oregon; Fairbanks, Alaska; Morgantown, West Virginia; Pittsburgh, Pennsylvania; and Tulsa, Oklahoma
- New Brunswick Laboratory**, at Argonne National Laboratory
- Oak Ridge Institute for Science and Education* at Oak Ridge, Tennessee
- Radiological and Environmental Sciences Laboratory**
- Savannah River Ecology Laboratory*

* Governo-dono, Contratante-operador 

** Governo-dono, Governo-operador